# Johann Christian Metzig

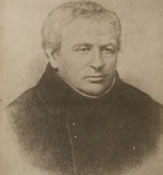
Johan Christian Metzig

Johann Christian Heinrich Metzig (* 20. Mai 1804 in Schwerin an der Warthe; † 1. Oktober 1868 in Lissa) war ein Arzt, Philanthrop und Pazifist. Als Deutscher setzte er sich für die Gleichberechtigung der Polen in den preußischen Provinzen ein.

## Leben
Metzig stammte aus einer evangelischen Familie, wie die große Mehrheit dieser Stadt und dieser Gegend. Der Urgroßvater Johann Gottfried Metzig (* 1740) war Organist in Lübtow. Dort wurde der Großvater Christian Metzig geboren, der später Pfarrer in Freystadt in Schlesien war.
Johann Metzig besuchte die Schule in seinem Heimatort, dann die Schule in Meseritz, die Klosterschule in Neuzelle und zuletzt das Joachimsthaler Gymnasium. Ab 1822 absolvierte eine Ausbildung als Militärarzt. Die erste berufliche Station war Stralkowo, Kreis Wreschen, ein Ort an der damaligen preußisch-russischen Grenze. In Stralkowo heiratet er die katholische Emilia Barbara Schäfer (* 1810), mit der er acht Kinder hatte, von denen nur drei überlebten. Seine Frau Emilia war die Cousine des Komponisten Frédéric Chopin. Dann wurde er nach Lissa versetzt. In Lissa verbrachte er den größten Teil seines arbeitsreichen Lebens. 1835 beobachtete er Manöver der preußischen Armee bei Liegnitz. Anschließende Untersuchungen über zwei Jahre brachten ihm die Erkenntnis, dass die damals getragenen Unifomen u. a. Lungenentzündung und Flecktyphus begünstigen. Er entwarf neue Uniformen, Helme und Rucksäcke und schickte dem preußischen König eine Denkschrift.
Die Änderungen wurden später auch von anderen Staaten übernommen. Als Anerkennung für seine Bemühungen um Uniformen, die Krankheiten nicht begünstigen und um Hygiene, wurde er 1837 in den Adelsstand erhoben. Auch der russische Zar ehrte ihn. Er war einer der Ersten, die erkannten, dass Hygiene für die Gesundheit wichtig ist. Er setzte sich dafür ein, dass bei schweren Verwundungen nicht amputiert wird, was damals die Regel war, sondern eine langfristige Heilung angestrebt wird. Auch das setzte sich allgemein durch. Er wird als Schöpfer der modernen Militärmedizin betrachtet.
1848 brachte einen Einschnitt. Nach dem Völkerfrühling bemühten sich deutsche Nationalisten um die Germanisierung der durch die Teilungen Polens an Preußen gefallenen Gebiete. 1849 kam es zu blutigen Zusammenstößen in Kurnik. Metzig hielt dort eine Rede, in der er aus seiner christlichen Motivation heraus zur Versöhnung und Verständigung aufrief. Johann Metzig setzte sich konsequent, auch unter in Inkaufnahme massiver eigener Nachteile für die Gleichberechtigung der polnischen Bürger in Preußen ein. Er lehnte eine bessere Stelle ab, mit der zum Schweigen gebracht werden sollte. Deutsche Nationalisten verwüsteten sein Haus. Es wurde sogar auf ihn geschossen. Die Teilungen Polens betrachtete und bezeichnete er öffentlich als ungerecht. Auf politischer Ebene als Abgeordneter und durch zahlreiche Publikationen versuchte er, die Gleichberechtigung der Polen zu erwirken. Vergeblich. Aus Protest verließ er das Militär und eröffnete in Lissa eine Arztpraxis. Als Arzt behandelte er Deutsche und Polen gleichermaßen. Da er arme Patienten unentgeltlich behandelte, stieg seine Beliebtheit. Er war befreundet mit dem polnischen Arzt und Reformer Karol Marcinkowski. Nach dem Tod seiner ersten Ehefrau heiratete er 1853 in der evangelischen Kreuzkirche in Lissa die erst 30-jährige Emilie Florentine Hoch. Er starb im Alter von 64 Jahren und wurde auf dem Friedhof bei der Kreuzkirche beerdigt. Seine Beerdigung war ein gesellschaftliches Ereignis.

## Ehrungen und Würdigungen
Johann Metzig war schon zu Lebzeiten eine bekannte und - besonders von den Polen - geachtete Person. Neben den wissenschaftlichen und medizinischen Verdiensten wurde vor allem sein soziales Wirken und sein Einsatz für Bürgerrechte der Polen geschätzt.

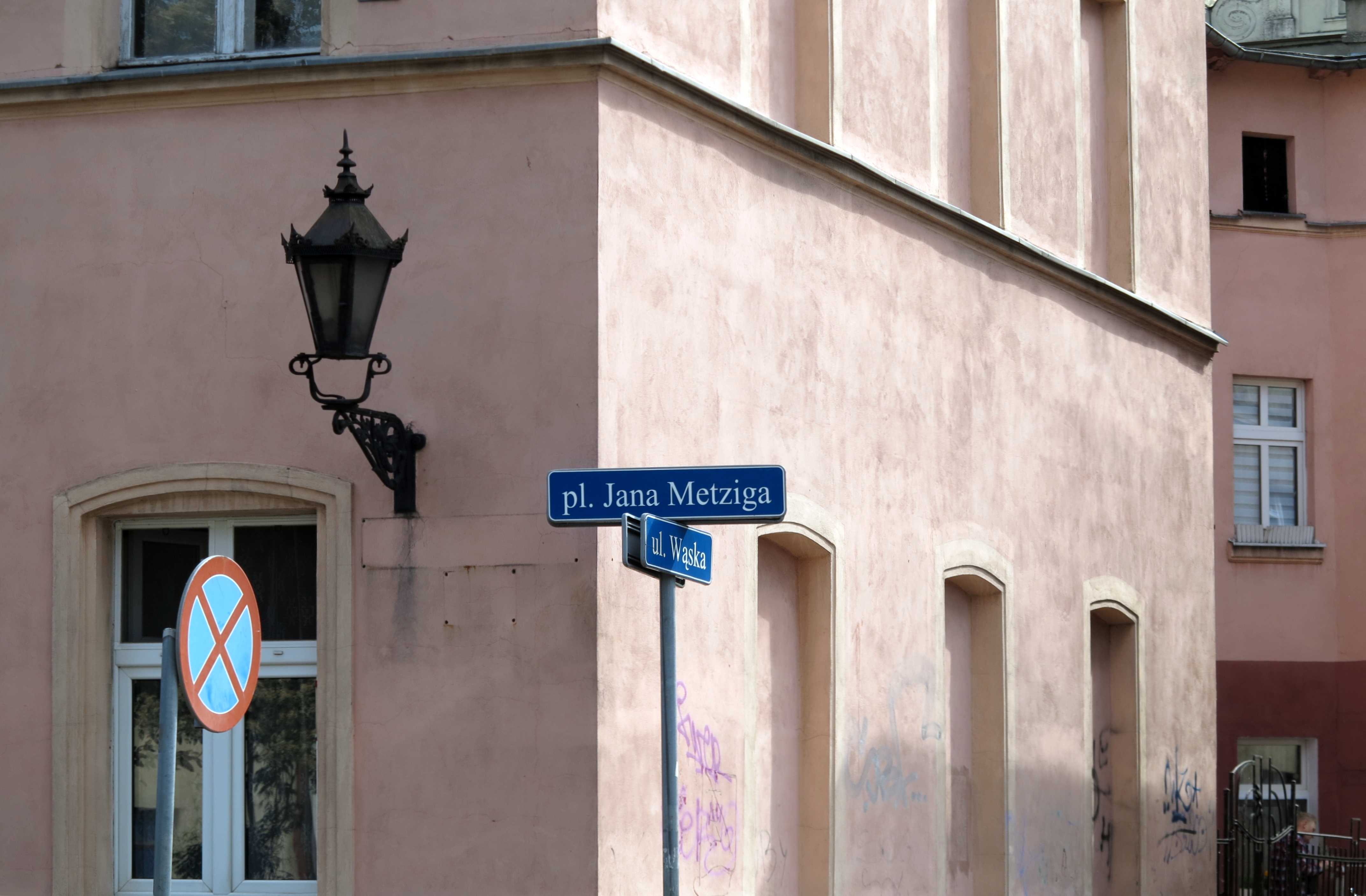
Johannes Metzig Platz in der polnischen Schreibweise des Namens

Nach der Wiedererlangung der staatlichen Selbständigkeit Polens nach dem 1. Weltkrieg wurde in den 1920er-Jahren der Platz an der evangelischen Kirche nach Metzig benannt. Nach 1939 wurde daraus ein „Platz der SA“. Nach 1945 hieß er „Platz der Roten Armee“. Nach den Unruhen in Polen im Oktober 1956 wurde dieser Platz wieder nach Johann Metzig benannt, was auch ein Zeichen der Sehnsucht nach Unabhängigkeit von der sowjetischen Bevormundung war.

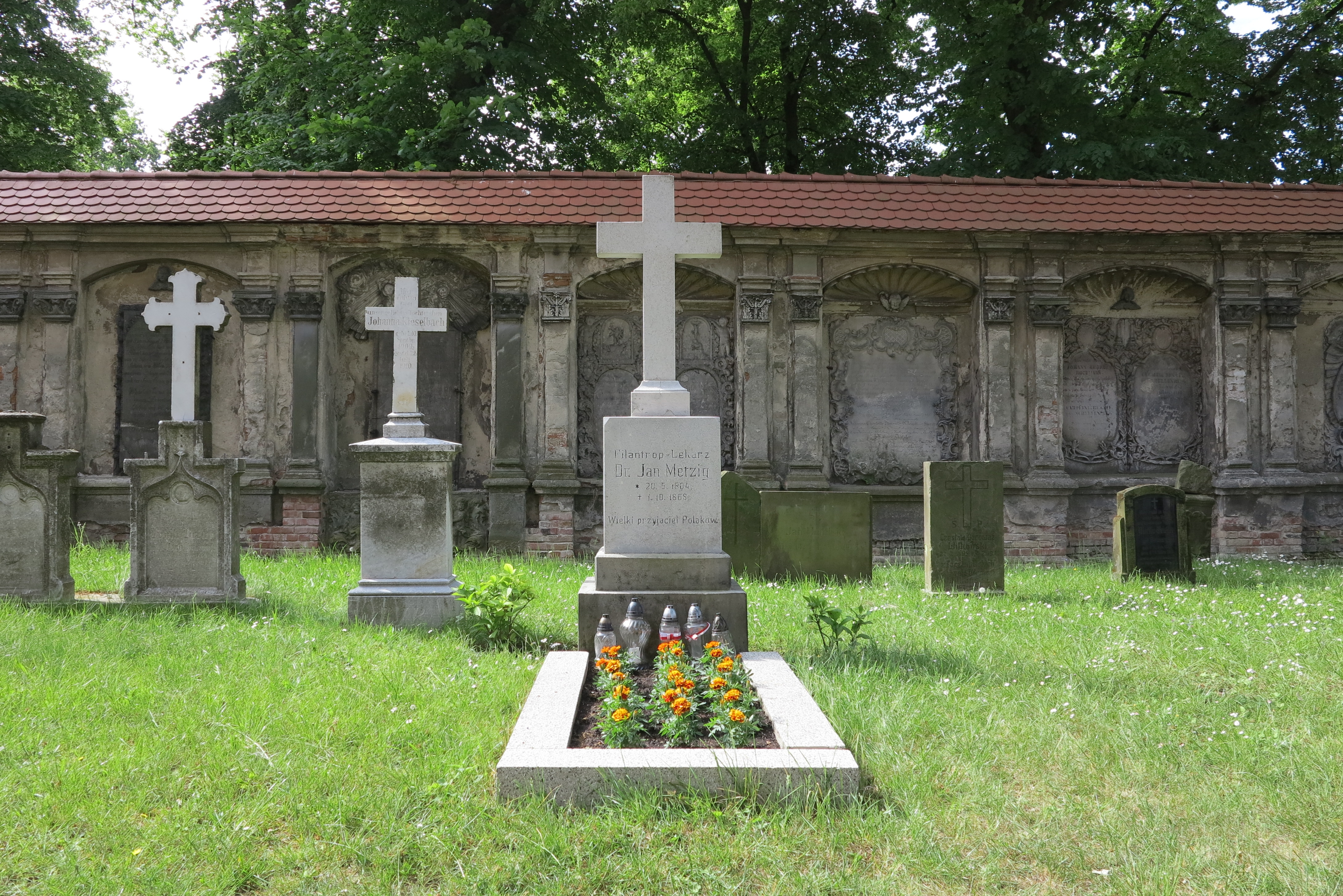
Grab von Johannes Metzig auf dem ehem. ev. Friedhof in Leszno

Der ehemalige deutsche Friedhof wurde 1953 liquidiert. 1985 wurde ein neuer Grabstein für Metzig aufgestellt. An der Kirche wurde eine Tafel angebracht, auf der als „Philanthrop und Großer Polenfreund“ bezeichnet wird. Auch an seinem Geburtshaus wurde eine Gedenktafel angebracht.
Heute wird der „Plac Jana Metziga“ von einer 28 m hohen Eiche beherrscht, die 1871 nach der Reichseinigung dort gepflanzt wurde.
Nicht nur die heute polnische Stadt seines langjährigen Wirkens betrachtet ihn als Versöhner zwischen den Völkern und als Wegbereiter eines geeinten Europas. 2014 ehrte ihn seine Geburtsstadt Skwierzyna durch die postume Verleihung der Ehrenbürgerwürde und das Aufstellen einer Marmorbank am Warthe-Ufer. Die Bank mit entsprechender Inschrift wurde während einer deutsch-polnischen Konferenz eingeweiht. An dieser Ehrung nahmen u. a. deutsche Mitglieder des Heimatkreises Schwerin/Warthe teil. Das Museum in Leszno widmete ihm 2004 eine Ausstellung. Die Stadt Leszno organisierte 2024 anlässlich des 220. Geburtstages ein „Metzig-Jahr“ mit thematischen Stadtführungen und der Präsentation einer Monographie von Janina Małgorzata Halec zu Leben und Werk von Johann Metzig. Radio Poznań ehrte Metzig durch eine thematische Sendung.

## Werke
- Gegen das Amputiren gleich nach schweren Verletzungen. Ein offenes Denk- und Dankschreiben dem Herrn Professor Seutin zu Brüssel überreicht. Lissa 1857
- Ein Beitrag zur Verständigung über die Reformen des preussischen Militair-Medicinal-Wesens. Lissa, 1845,
- Faktische Berichtigungen und persönliche Bemerkungen in der Rede des H. Abgeordneten von Röder, die polnische Frage, insonderheit die Demarkationslinie betreffend. Lissa, Ernst Günther, 1849
- Offener Brief an den H. Abgeordneten Nerreter zu Frankfurt am Main. Lissa, 1848
- Das Kleid des Soldaten. Lissa, 1837
- Candidaten-Rede für seine Wahl in das Haus der Abgeordneten gehalten in der Versammlung des liberalen Urwähler-Vereins zu polnisch Lissa, 1861
- Die Polen-Frage im wahren Interesse Europa's im Geiste der Civilisation. Hamburg Hoffmann und Campe, 1863
- Offenes Sendschreiben an Herrn Schulze-Delitsch. Posen, 1862
- Suum cuique. Die rechte Antwort auf die Polen und die grosse Zeitfrage. Zur Beherzigung für die europäischen Staatsmänner. Hamburg, Hoffmann und Campe, 1856,
- Die Wiederherstellung Polens durch einen neuen europäische Congress, als Nothwendigkeit für die friedliche Zukunft Europas, für die Einigkeit Deutschlands, für die Ehre und Grösse Preussens und des Hauses der Hohenzollern dargethan. Hamburg, Hoffmann et Campe, 1862
- Vive la Pologne! Ein Weckruf an das traumbefangene Europa.1867. Polnisch Lissa, 1867.
- Worte der Versöhnung an die Bewohner des Grossherzogthums Posen. Lissa und Gnesen, Günther, 1848,
- Noch ein Paar Worte über das Grossherzogthum Posen. Posen Wojkowskische Buchhandlung, 1849
- Die Zusammenkunft in Warschau und der europäische Kongress. Ein Nachtrag zu der Schrift: Suum cuique. Die rechte Antwort auf die polnische und die grosse Zeitfrage. Hamburg, Hoffmann, Druck von Poutt und Böhren,  1861,

Quelle für die angeführten Werke: Karol Estreicher: Bibliografia XIX wieku. Wydanie Akademii Umiejętności, staraniem Komissyi bibliograficznej, Kraków 1876, Teil 3, Ł-Q S. 103 (Digitalisat)

## Belege
1. ↑  Dr Johann Metzig - Europejczyk i orędownik spraw Polski w XIX wieku. In: Wojewódzka i Miejska Biblioteka Publiczna. 19. Dezember 2013, abgerufen am 23. Juni 2025 (polnisch).
2. 1 2  O wielkich ludziach ze Skwierzyny. In: EchoGorzowa.pl. 7. April 2015, abgerufen am 23. Juni 2025 (polnisch).
3. ↑  Joanna Haliasz: 2024 Rokiem Jana Metziga w Lesznie. Kim był, czym zasłynął i co po nim zostało? In: Radio Eska. grupa zpr, abgerufen am 23. Juni 2025 (polnisch).
4. ↑  Mieszkańcy pamiętają o wybitnych lekarzach. In: Gazeta Lubuska. 8. August 2014, abgerufen am 23. Juni 2025 (polnisch).
5. 1 2  https://mbpleszno.pl/Piekny_czlowiek.html (abgerufen am 31. Dezember 2024)
6. ↑  https://leszno.naszemiasto.pl/byl-porzadnym-czlowiekiem-muzeum-okregowe-w-lesznie-wydalo-ksiazke-o-janie-metzigu/ar/c13p2-26958737 (abgerufen am 31. Dezember 2024)
7. 1 2   https://leszno.naszemiasto.pl/kiedys-nosil-nazwe-rynek-koscielny-wiecie-co-to-za-miejsce/ar/c1-8118543, (abgerufen am 31. Dezember 2024)
8. ↑  https://www.skwierzyna.pl/sites/default/files/pliki/zdjecia/2017/hon_zas/johann_metzig.pdf?183 (abgerufen am 31. Dezember 2024)
9. 1 2  https://gazetalubuska.pl/mieszkancy-pamietaja-o-wybitnych-lekarzach/ar/7456435 (abgerufen am 31. Dezember 2024)
10. ↑  https://leszno.naszemiasto.pl/byl-porzadnym-czlowiekiem-muzeum-okregowe-w-lesznie-wydalo-ksiazke-o-janie-metzigu/ar/c13p2-26958737 (abgerufen am 31. Dezember 2024)
11. ↑  https://leszno.eska.pl/2024-rokiem-jana-metziga-w-lesznie-kim-byl-czym-zaslynal-i-co-po-nim-zostalo-aa-ubyL-nPq6-zyQc.html (abgerufen am 31. Dezember 2024)
12. ↑  https://radiopoznan.fm/informacje/zapowiedzi/26-ksiazka-z-serii-cives-nostri-w-lesznie (abgerufen am 31. Dezember 2024)

| Personendaten    | Personendaten                     |
| ---------------- | --------------------------------- |
| NAME             | Metzig, Johann Christian          |
| ALTERNATIVNAMEN  | Metzig, Johann Christian Heinrich |
| KURZBESCHREIBUNG | Arzt, Philanthrop und Pazifist    |
| GEBURTSDATUM     | 20. Mai 1804                      |
| GEBURTSORT       | Schwerin an der Warthe            |
| STERBEDATUM      | 1. Oktober 1868                   |
| STERBEORT        | Lissa                             |